# Arcuphantes iriei
Arcuphantes iriei là một loài nhện trong họ Linyphiidae.
Loài này thuộc chi Arcuphantes. Arcuphantes iriei được Kendo Saito miêu tả năm 1992.